# 石濱站
石濱站（日语：／ Ishihama eki */?）是位於愛知縣知多郡東浦町大字石濱字NaKaNe，東海旅客鐵道（JR東海）的武豐線車站。車站位於東浦町東部的石濱地區。

## 歷史
石濱站是在1886年（明治19年）武豐線開通後70年才於1957年（昭和32年）4月啟用。
在車站啟用前約20年的1933年（昭和8年），武豐線開始以柴油列車以取代蒸氣機車後。於東浦町內的北部森岡地區新設尾張森岡站，南部的生路地區新設尾張生路站、藤江地區新設藤江站（於1944年廢止），而石濱地區成為了後備新設車站的地方。在戰後新設此站的聲音愈多，最後在1953年陳情後於1956年（昭和31年）10月批准建設此站，並於翌年開業。
在車站啟用為旅客車站，沒有貨物和的行李起卸服務。

### 年表
- 1957年（昭和32年）4月15日 - 國鐵武豐線緒川至東浦之間開設此站。當時為旅客車站[3]。
- 1987年（昭和62年）4月1日：伴隨國鐵分割民營化，車站由東海旅客鐵道（JR東海）營運。
- 1989年（平成元年）10月 - 增設月台和跨線橋[4]。
- 2006年（平成18年）11月25日：此站開始可以使用IC卡「TOICA」。

## 車站構造
車站是一座地面車站，設有2面2線相對式月台，可進行列車交會。
列車交會設備在1989年（平成元年）增設。當時緒川站進行高架化工程時增設。在增設月台前的1983年，根據當時的配線圖，車站只有西邊月台（現時1號月台）。
1號月台側設有出入口，此站沒有車站大樓。2月台之間設有跨線橋連接。此站是由大府站管理的無人車站。JR東海在2013年10月1日起，於線內6個車站引入「集中旅客服務系統」，增設自動售票機和自動閘機，當中不包括此站。

### 月台
| 月台 | 路線   | 上下行 | 方向             |
| ---- | ------ | ------ | ---------------- |
| 1    | 武豐線 | 上行   | 大府、名古屋方向 |
| 2    | 武豐線 | 下行   | 武豐方向         |

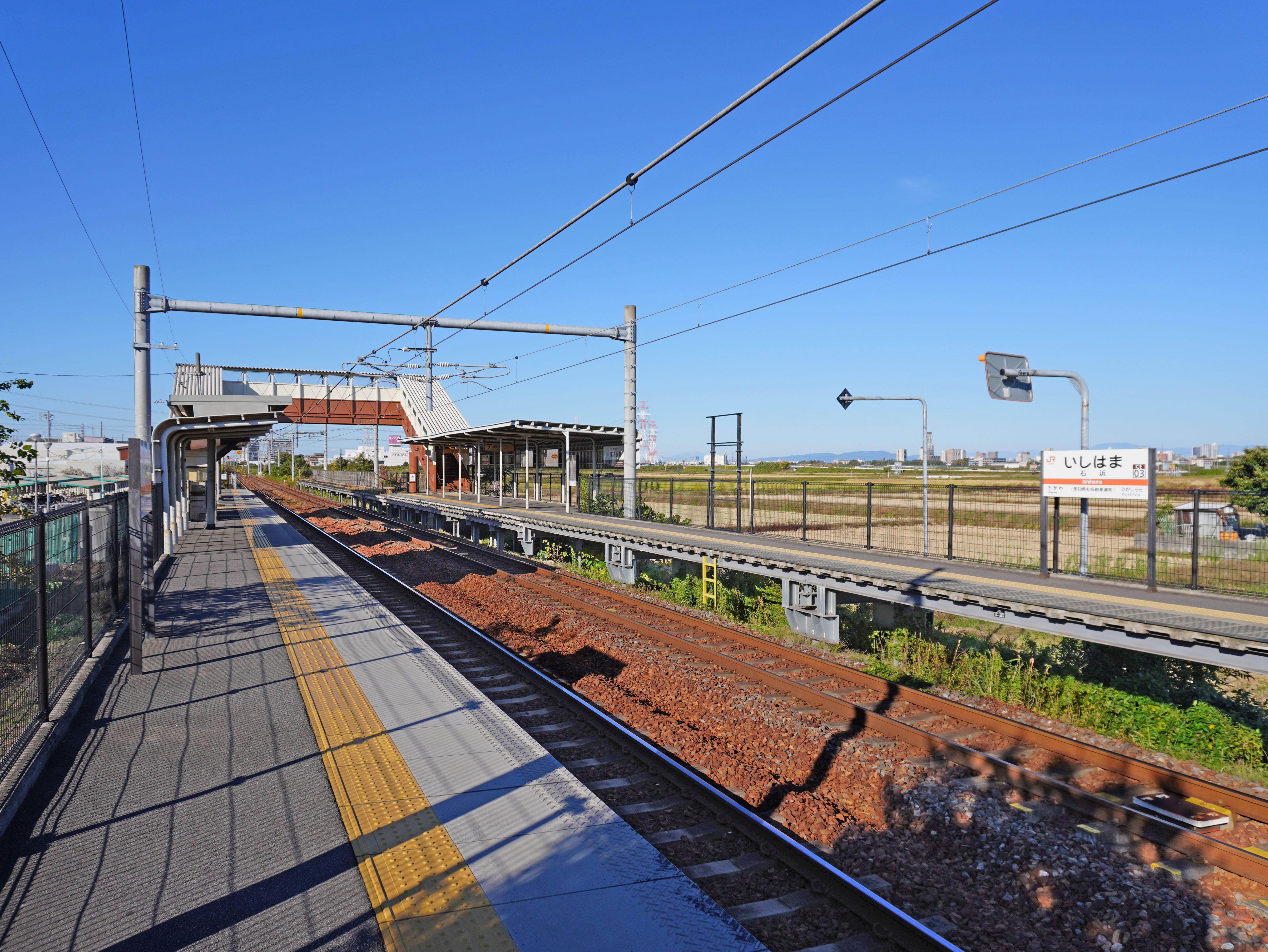
月台(2022年11月)
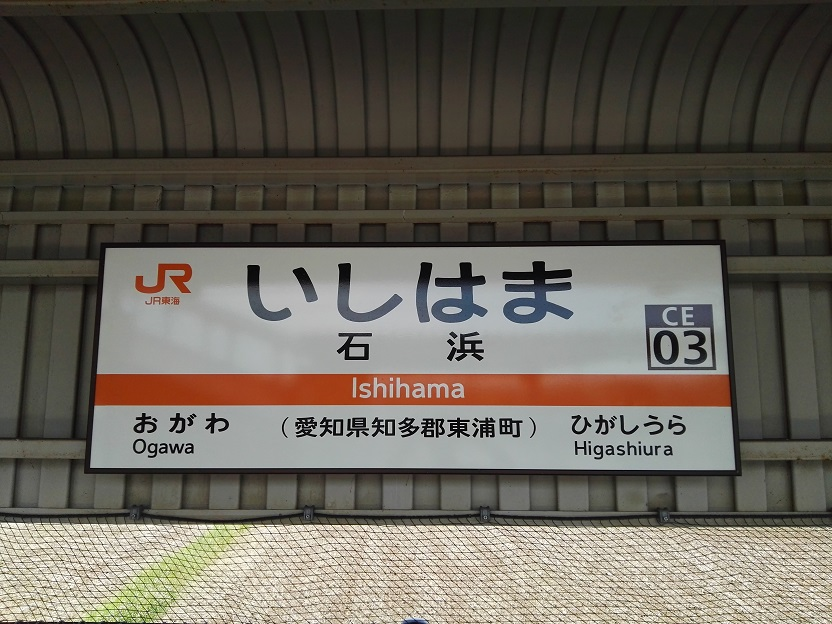
站名牌
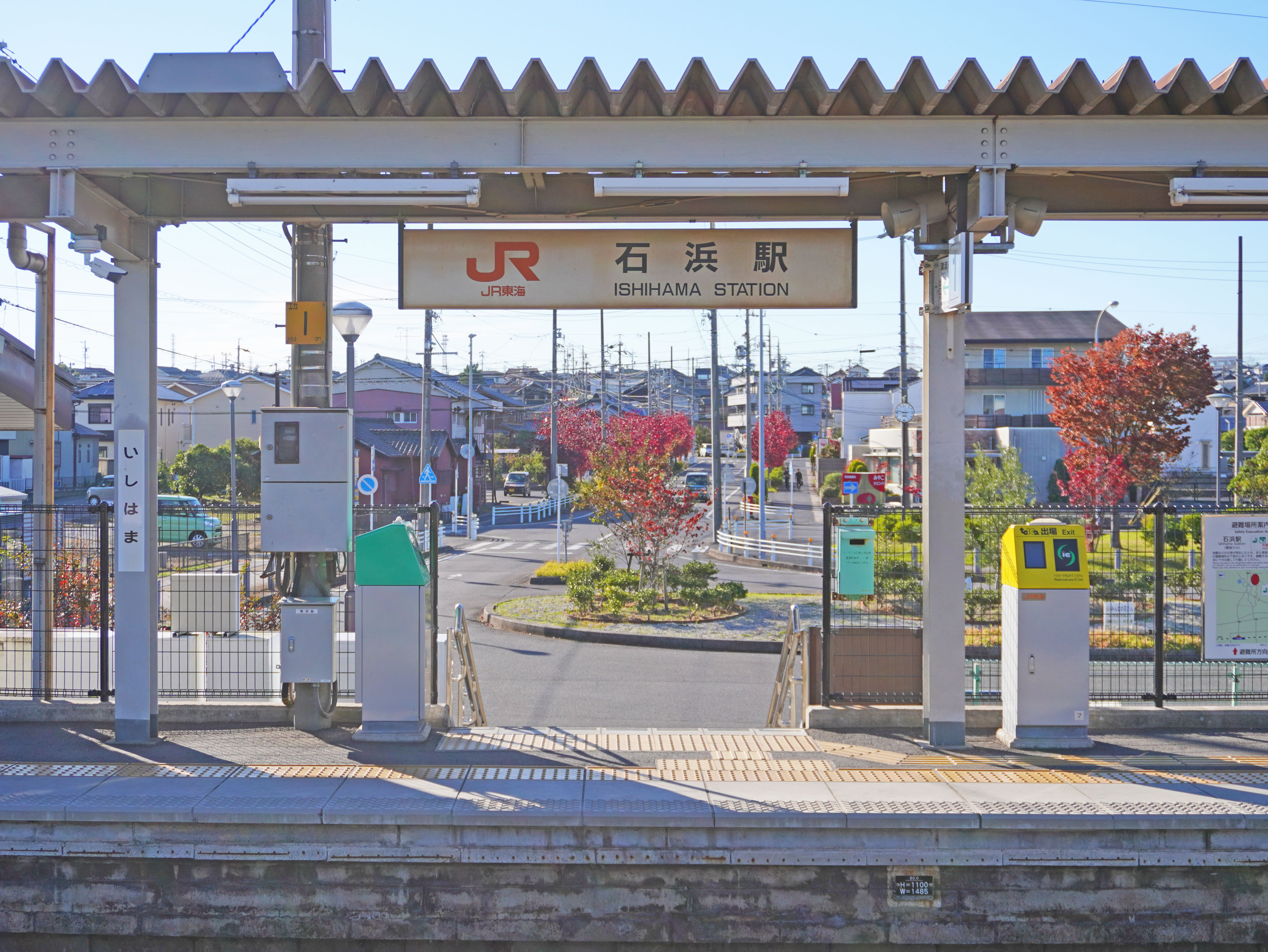
簡易TOICA閘機 (2022年11月)

## 使用狀況
根據「愛知縣統計年鑑」和「知多半島之統計」，以下為1日平均乘車人次列表：
| 1日平均乘車人次變化 | 1日平均乘車人次變化 | 1日平均乘車人次變化     |
| 年度                | 乘車人次            | 參考資料、備註          |
| ------------------- | ------------------- | ----------------------- |
| 1958年度            | 266人               | [ 統計 1 ]              |
| 1959年度            | 246人               | [ 統計 2 ]              |
| 1960年度            | 287人               | [ 統計 3 ]              |
| 1961年度            | 319人               | [ 統計 4 ]              |
| 1962年度            | 306人               | [ 統計 5 ]              |
| 1963年度            | 315人               | [ 統計 6 ]              |
| 1964年度            | 335人               | [ 統計 7 ]              |
| 1965年度            | 342人               | [ 統計 8 ]              |
| 1966年度            | 不明                | （沒有記載）            |
| 1967年度            | 367人               | [ 統計 10 ]             |
| 1968年度            | 416人               | [ 統計 11 ]             |
| 1969年度            | 382人               | [ 統計 12 ]             |
| 1970年度            | 370人               | [ 統計 13 ]             |
| 1971年度            | 不明                | （沒有記載）            |
| 1972年度            | 不明                | （沒有記載）            |
| 1973年度            | 不明                | （沒有記載）            |
| 1974年度            | 不明                | （沒有記載）            |
| 1975年度            | 不明                | （沒有記載）            |
| 1976年度            | 650人               | [ 統計 19 ]             |
| 1977年度            | 641人               | [ 統計 20 ]             |
| 1978年度            | 615人               | [ 統計 21 ]             |
| 1979年度            | 624人               | [ 統計 22 ]             |
| 1980年度            | 616人               | [ 統計 23 ]             |
| 1981年度            | 600人               | [ 統計 24 ]             |
| 1982年度            | 738人               | [ 統計 25 ]             |
| 1983年度            | 750人               | [ 統計 26 ]             |
| 1984年度            | 665人               | [ 統計 27 ]             |
| 1985年度            | 676人               | [ 統計 28 ]             |
| 1986年度            | 656人               | [ 統計 29 ]             |
| 1987年度            | 692人               | [ 統計 30 ]             |
| 1988年度            | 734人               | [ 統計 31 ]             |
| 1989年度            | 798人               | [ 統計 32 ]             |
| 1990年度            | 874人               | [ 統計 33 ]             |
| 1991年度            | 837人               | [ 統計 34 ]             |
| 1992年度            | 881人               | [ 統計 35 ]             |
| 1993年度            | 1,026人             | [ 統計 36 ] [ 統計 37 ] |
| 1994年度            | 1,001人             | [ 統計 38 ] [ 統計 37 ] |
| 1995年度            | 950人               | [ 統計 39 ] [ 統計 37 ] |
| 1996年度            | 867人               | [ 統計 40 ] [ 統計 41 ] |
| 1997年度            | 799人               | [ 統計 42 ] [ 統計 41 ] |
| 1998年度            | 758人               | [ 統計 43 ] [ 統計 44 ] |
| 1999年度            | 720人               | [ 統計 45 ] [ 統計 46 ] |
| 2000年度            | 746人               | [ 統計 46 ]             |
| 2001年度            | 770人               | [ 統計 46 ]             |
| 2002年度            | 778人               | [ 統計 47 ]             |
| 2003年度            | 789人               | [ 統計 47 ]             |
| 2004年度            | 779人               | [ 統計 47 ]             |
| 2005年度            | 829人               | [ 統計 48 ]             |
| 2006年度            | 855人               | [ 統計 48 ]             |
| 2007年度            | 912人               | [ 統計 48 ]             |
| 2008年度            | 952人               | [ 統計 49 ]             |
| 2009年度            | 972人               | [ 統計 49 ]             |
| 2010年度            | 960人               | [ 統計 49 ]             |
| 2011年度            | 964人               | [ 統計 50 ]             |
| 2012年度            | 971人               | [ 統計 51 ]             |
| 2013年度            | 1,022人             | [ 統計 51 ]             |
| 2014年度            | 1,027人             | [ 統計 52 ]             |
| 2015年度            | 1,095人             | [ 統計 53 ]             |
| 2016年度            | 1,166人             | [ 統計 54 ]             |
| 2017年度            | 1,221人             | [ 統計 55 ]             |
| 2018年度            | 1,241人             | [ 統計 55 ]             |
| 2019年度            | 1,239人             | [ 統計 56 ]             |

## 停靠列車
所有列車停靠石濱站。在2018年3月時間表修正前，快速列車會停靠此站。

## 車站周邊
- 東浦町中央圖書館（日语：東浦町中央図書館）
- 東浦町立東浦中學（日语：東浦町立東浦中学校）
- 半田信用金庫（日语：半田信用金庫）東浦分店
- 豐田自動織機石濱事業所
- 7-11石濱站西店

## 巴士路線
車站西邊設有「石濱站」巴士站，停靠該站為東浦町運行巴士。在町內以緒川站中心的巴士路線共有4條，當中一條線的部分班次途經此站與町內南邊的東浦站和平池台（平池台線）。

## 相鄰車站
東海旅客鐵道（JR東海）
 武豐線
■區間快速、■普通
緒川（CE02）－石濱（CE03）－東浦（CE04）

## 注腳

### 統計
1. ↑  《愛知縣統計年鑑》昭和35年度刊，292頁
2. ↑  《愛知縣統計年鑑》昭和36年度刊，260頁
3. ↑  《愛知縣統計年鑑》昭和37年度刊，324頁
4. ↑  《愛知縣統計年鑑》昭和38年度刊，296頁
5. ↑  《愛知縣統計年鑑》昭和39年度刊，298頁
6. ↑  《愛知縣統計年鑑》昭和40年度刊，262頁
7. ↑  《愛知縣統計年鑑》昭和41年度刊，238頁
8. ↑  《愛知縣統計年鑑》昭和42年度刊，262頁
9. ↑  《愛知縣統計年鑑》昭和43年度刊，192頁
10. ↑  《愛知縣統計年鑑》昭和44年度刊，196頁
11. ↑  《愛知縣統計年鑑》昭和45年度刊，204頁
12. ↑  《愛知縣統計年鑑》昭和46年度刊，228頁
13. ↑  《愛知縣統計年鑑》昭和47年度刊，236頁
14. ↑  《愛知縣統計年鑑》昭和48年度刊，216頁
15. ↑  《愛知縣統計年鑑》昭和49年度刊，214頁
16. ↑  《愛知縣統計年鑑》昭和50年度刊，220頁
17. ↑  《愛知縣統計年鑑》昭和51年度刊，224頁
18. ↑  《愛知縣統計年鑑》昭和52年度刊，216頁
19. ↑  《愛知縣統計年鑑》昭和53年度刊，231頁
20. ↑  《愛知縣統計年鑑》昭和54年度刊，233頁
21. ↑  《愛知縣統計年鑑》昭和55年度刊，221頁
22. ↑  《愛知縣統計年鑑》昭和56年度刊，227頁
23. ↑  《愛知縣統計年鑑》昭和57年度刊，239頁
24. ↑  《愛知縣統計年鑑》昭和58年度刊，223頁
25. ↑  《愛知縣統計年鑑》昭和59年度刊，223頁
26. ↑  《愛知縣統計年鑑》昭和60年度刊，241頁
27. ↑  《愛知縣統計年鑑》昭和61年度刊，235頁
28. ↑  《愛知縣統計年鑑》昭和62年度刊，223頁
29. ↑  《愛知縣統計年鑑》昭和63年度刊，223頁
30. ↑  《愛知縣統計年鑑》平成元年度刊，225頁
31. ↑  《愛知縣統計年鑑》平成2年度刊，223頁
32. ↑  《愛知縣統計年鑑》平成3年度刊，225頁
33. ↑  《愛知縣統計年鑑》平成4年度刊，229頁
34. ↑  《愛知縣統計年鑑》平成5年度刊，221頁
35. ↑  《愛知縣統計年鑑》平成6年度刊，221頁
36. ↑  《愛知縣統計年鑑》平成7年度刊，239頁
37. 1 2 3  《知多半島之統計》平成9年版，47頁
38. ↑  《愛知縣統計年鑑》平成8年度刊，241頁
39. ↑  《愛知縣統計年鑑》平成9年度刊，243頁
40. ↑  《愛知縣統計年鑑》平成10年度刊，241頁
41. 1 2  《知多半島之統計》平成11年版，47頁
42. ↑  《愛知縣統計年鑑》平成11年度刊，241頁
43. ↑  《愛知縣統計年鑑》平成12年度刊，239頁
44. ↑  《知多半島之統計》平成12年版，47頁
45. ↑  《愛知縣統計年鑑》平成13年度刊，240頁
46. 1 2 3  《知多半島之統計》平成15年版，47頁
47. 1 2 3  《知多半島之統計》平成18年版，115頁
48. 1 2 3  《知多半島之統計》平成21年版，43頁
49. 1 2 3  《知多半島之統計》平成24年版，43頁
50. ↑  《知多半島之統計》平成25年版，43頁
51. 1 2  《知多半島之統計》平成27年版，43頁
52. ↑  《知多半島之統計》平成28年版，43頁
53. ↑  《知多半島之統計》平成29年版，43頁
54. ↑  《知多半島之統計》平成30年版，43頁
55. 1 2  《知多半島之統計》令和元年版，43頁
56. ↑  《知多半島之統計》令和2年版，43頁